# Righteous Babe Records
Righteous Babe Records é uma gravadora independente norte-americana. Foi fundada pela cantora folk Ani DiFranco em 1990 para lançar suas próprias canções ao invés de ser obrigada a integrar uma gravadora. A gravadora foi originalmente chamada de Righteous Records, e as tiragens originais de seu primeiro álbum tem listadas esse nome. Entretanto, DiFranco depois descobriu uma preexistente gravadora gospel com o mesmo nome e, para diferenciar a sua, ela adicionou "babe"[carece de fontes?] ao nome. Localizada na cidade natal de DiFranco, Buffalo, Nova Iorque, Righteous Babe expandiu-se no final dos anos 90, lançando álbuns de artista emergentes originais.